# When the Ship Comes In
When the ship comes in (Quando la nave attraccherà) è una canzone di Bob Dylan che fa parte del repertorio del suo primo periodo, quello del folk e della contestazione giovanile.
Fu pubblicata nel 1964 nell'album The Times They Are A-Changin', nel quale risalta per il ritmo vivace in mezzo ad altre composizioni più cupe e monotone.
La parte musicale è molto semplice, basata su un giro circolare di chitarra acustica su cui si inseriscono il canto e intermezzi di armonica a bocca; il testo ricco di rime interne e allitterazioni accentua la musicalità del tutto.
Il canto è profetico, nasale e appassionato: fin dal primo verso (The time will come up / when the wind will stop, Il tempo giungerà / quando il vento si fermerà) assume il tono solenne di chi annuncia la fine (o l'inizio) del mondo.
Il tema non è nuovo, ma svolto con vena esemplare: una metaforica nave viaggia in mezzo a mille insidie, diretta verso un fantasmagorico porto al quale attraccherà nell'ora in cui i "nemici" saranno sconfitti.
Da notare l'uso della specifica parola "nemici": a quel tempo Dylan aveva una certa propensione a dividere il mondo fra ciò che riteneva buono e ciò che riteneva cattivo, fra "nemici" e "amici" a suo insindacabile giudizio, come ammetterà più tardi in My Back Pages (I screamed / lies that life is black and white, gridavo bugie che la vita è bianca e nera).
Il testo si dipana fra descrizioni della natura giubilante (the fishes will laugh / as they swim out of the path, e i pesci rideranno / quando nuoteranno fuori dalla scia) e impennate metaforiche (the chains of the sea / will have busted in the night, le catene del mare/saranno spezzate nella notte), per giungere alle ultime strofe, dove si descrive il risveglio improvviso dei nemici, che si sforzano in tutti i modi di "fare fronte alle domande" incalzanti, senza potere nulla contro l'umanità scatenata loro contro (and like pharao's tribe / they'll be drowned in the tide / and like goliath they'll be conquered, e come le armate del faraone / saranno annegati nella marea / e come Golia saranno sconfitti, è il verso conclusivo).
In una semplice canzone di due minuti e mezzo Dylan riesce a condensare il secolare tema romantico dell'uomo in lotta con un nemico enormemente più forte e la stessa lotta per i diritti civili in America, che in quegli anni viveva una fase cruciale - è facile riconoscere nei "nemici" che dicono "Faremo fronte alle vostre domande" leader politici o personaggi di rilievo desiderosi di difendersi presso l'opinione pubblica - entrambe inserite in un'ottica biblica di ineluttabilità e di certezza di vittoria, riscontrabile sia nelle citazioni dirette delle armate del faraone e di Davide e Golia sia e soprattutto nel tono solenne della voce; Dylan non invoca né spera, semplicemente racconta ciò che accadrà quando la nave attraccherà, senza lasciar trasparire dubbi sul dovuto e voluto trionfo.
In questo senso un modello plausibile può essere quella We shall overcome cantata dal compagno di folk Pete Seeger, anch'essa granitica nella fede in un futuro successo.
In chiave country rock il brano è stato eseguito in cover da numerosi artisti fra cui, fra gli altri, Arlo Guthrie, Peter, Paul & Mary e The Pogues e al Live Aid 1985 dallo stesso Dylan con Keith Richards e Ron Wood dei Rolling Stones.
È stato poi inserito nella colonna sonora del film I'm Not There nella versione di Marcus Carl Franklin.
La canzone è stata interpretata anche da Vinicio Capossela, con testo in italiano, ed è presente nell'EP La nave sta arrivando.